# Gerald Dreyer
Gerald Dreyer (22 de setembro de 1929 – 5 de setembro de 1985) foi um boxeador sul-africano, campeão olímpico.

## Carreira
Ele conquistou a medalha de ouro nos Jogos Olímpicos de Verão de 1948 em Londres, após derrotar o belga Joseph Vissers na categoria peso leve e consagrar-se campeão. Dreyer se tornou profissional em 1948 e lutou principalmente em Nova Iorque no final de sua carreira, aposentando-se em 1955 depois de ter vencido 41 lutas.